# Grand Prix automobile du Brésil 2001
GP précédent GP suivant
Le Grand Prix automobile du Brésil 2001 (Grande Prêmio Marlboro do Brasil 2001), disputé le 1er avril 2001 sur le circuit d'Interlagos, est la 683e épreuve du championnat du monde de Formule 1 courue depuis 1950. Il s'agit de la vingt-neuvième édition du Grand Prix du Brésil comptant pour le championnat du monde de Formule 1 et de la troisième manche du championnat 2001.

## Classement
| Pos. | No | Pilote                | Écurie           | Tours | Temps/Abandon                      | Grille | Points |
| ---- | -- | --------------------- | ---------------- | ----- | ---------------------------------- | ------ | ------ |
| 1    | 4  | David Coulthard       | McLaren-Mercedes | 71    | 1 h 39 min 00 s 834 (185,392 km/h) | 5      | 10     |
| 2    | 1  | Michael Schumacher    | Ferrari          | 71    | + 16 s 164                         | 1      | 6      |
| 3    | 16 | Nick Heidfeld         | Sauber-Petronas  | 70    | + 1 tour                           | 9      | 4      |
| 4    | 9  | Olivier Panis         | BAR-Honda        | 70    | + 1 tour                           | 11     | 3      |
| 5    | 12 | Jarno Trulli          | Jordan-Honda     | 70    | + 1 tour                           | 7      | 2      |
| 6    | 7  | Giancarlo Fisichella  | Benetton-Renault | 70    | + 1 tour                           | 18     | 1      |
| 7    | 10 | Jacques Villeneuve    | BAR-Honda        | 70    | + 1 tour                           | 12     |        |
| 8    | 22 | Jean Alesi            | Prost-Acer       | 70    | + 1 tour                           | 15     |        |
| 9    | 20 | Tarso Marques         | Minardi-European | 68    | + 3 tours                          | 22     |        |
| 10   | 8  | Jenson Button         | Benetton-Renault | 64    | + 7 tours                          | 20     |        |
| 11   | 11 | Heinz-Harald Frentzen | Jordan-Honda     | 63    | Moteur                             | 8      |        |
| Abd. | 17 | Kimi Räikkönen        | Sauber-Petronas  | 55    | Sortie de piste                    | 10     |        |
| Abd. | 23 | Gaston Mazzacane      | Prost-Acer       | 54    | Embrayage                          | 21     |        |
| Abd. | 5  | Ralf Schumacher       | Williams-BMW     | 54    | Sortie de piste                    | 2      |        |
| Abd. | 18 | Eddie Irvine          | Jaguar-Ford      | 52    | Sortie de piste                    | 13     |        |
| Abd. | 6  | Juan Pablo Montoya    | Williams-BMW     | 38    | Collision                          | 4      |        |
| Abd. | 14 | Jos Verstappen        | Arrows-Asiatech  | 37    | Collision                          | 17     |        |
| Abd. | 19 | Luciano Burti         | Jaguar-Ford      | 30    | Moteur                             | 14     |        |
| Abd. | 21 | Fernando Alonso       | Minardi-European | 25    | Panne électrique                   | 19     |        |
| Abd. | 15 | Enrique Bernoldi      | Arrows-Asiatech  | 15    | Panne hydraulique                  | 16     |        |
| Abd. | 2  | Rubens Barrichello    | Ferrari          | 2     | Collision                          | 6      |        |
| Abd. | 3  | Mika Häkkinen         | McLaren-Mercedes | 0     | Embrayage                          | 3      |        |

## Pole position et record du tour
- Pole position : Michael Schumacher en 1 min 13 s 780 (vitesse moyenne : 210,252 km/h).
- Meilleur tour en course : Ralf Schumacher en 1 min 15 s 693 au 38e tour (vitesse moyenne : 204,938 km/h).

## Tours en tête
- Michael Schumacher : 4 (1-2 / 48-49)
- Juan Pablo Montoya : 36 (3-38)
- David Coulthard : 31 (39-47 / 50-71)

## Statistiques
- 10e victoire pour David Coulthard.
- 131e victoire pour McLaren en tant que constructeur.
- 36e victoire pour Mercedes en tant que motoriste.
- La course s'est effectuée sous le régime de la voiture de sécurité lors des deux premiers tours pour dégager la McLaren de Mika Häkkinen, bloquée sur la grille de départ.